# Prunus annularis
Prunus annularis är en rosväxtart som beskrevs av Emil Bernhard Koehne. Prunus annularis ingår i släktet prunusar, och familjen rosväxter. Inga underarter finns listade i Catalogue of Life.